# Ascanio Albában
Az Ascanio Albában Wolfgang Amadeus Mozart 1771. október 17-én Milánóban, Ferdinánd főherceg és Maria Riccardia Beatrice d’Este házasságkötésének alkalmából bemutatott operája, a partitúra műfaji megjelölése szerint: ünnepi játék két részben. A bemutató sikert aratott, másnap meg is ismételték az előadást. Ám a darab ezután eltűnt a színpadokról, és csak a 20. század második felében fedezték fel újra. A legutóbbi salzburgi produkciót Fischer Ádám dirigálta. A neves karmester pártfogásába vette a darabot, és felvette azt a Magyar Állami Operaház 2010–2011-es évadjába. Ennek köszönhetően zajlott le 2010. december 12-én a darab magyarországi ősbemutatója. Bár az Ascanio sikert aratott, az operaház új vezetése úgy döntött, hogy a következő évadtól már nem lesz műsoron. Így egyelőre csak két előadást ért meg az opera Budapesten.

## Az opera szereplői
| Szereplő                     | Hangfekvés         |
| ---------------------------- | ------------------ |
| Vénusz, a szerelem istennője | koloratúrszoprán   |
| Ascanio, a fia               | mezzoszoprán       |
| Silvia, a jegyese            | koloratúrszoprán   |
| Aceste, Vénusz papja         | tenor              |
| Fauno, pásztor               | szoprán vagy tenor |

## Az opera cselekménye

### I. felvonás
Ascanio és Vénusz felhőfogaton lép színre. Különböző mitológiai csoportokat szimbolizáló kórus köszönti őket. A színpad közepén Aeneas oltára áll (ő Ascanio apja), ez előtt kell majd frigyre lépnie Ascaniónak jegyesével, akit még sohasem látott. Silvia előtt azonban már többször megjelent Ámor Ascanio képében, így a nimfa már megszerette vőlegényét. Most Ascanio is megláthatja a lányt, de előbb el kell vegyülnie a tömegben. Silvia előtt el akarják titkolni jegyese isteni származását, hogy a lány csak önmagáért szeresse Ascaniót. Fauno azt tanácsolja Ascaniónak, hogy húzódjon meg a pásztorok között. Közben Aceste felvezeti Silviát, majd közli vele, hogy eljött az idő: a mai napon Ascanio felesége lesz. A lány nagyon megijed. Nem tudja, hogy az az ifjú, aki többször megjelent már előtte Ascanio volt, így kétségbeesik, hogy akarata ellenére kell férjhez mennie. Ascaniót elbűvöli jegyese szépsége, de továbbra is meghúzza magát a tömegben. 

### II. felvonás
Silvia Vénusz templomából kilépve szembetalálja magát Ascanióval. Felismeri szerelmét és boldogan rohanna is hozzá, ha nem szánták volna már másnak. Ascanio még ekkor sem fedi fel kilétét, így a nimfa végül lemondóan veszi tudomásul, hogy álmai szerelme nem lehet az övé. Közben kezdetét veszi az ünnepség, az esküvői ceremónia. Megjelenik Vénusz is, aki kézen fogja Silviát és vőlegényéhez vezeti. A szerelmesek önfeledten ölelik át egymást, miközben Vénusz parancsára a nimfák és a gráciák csapatai felépítik a birodalom új fővárosát, Albát (ami egyébként azonos akar lenni Alba Longával). A kórus Vénuszt és a fiatal párt dicsőítő énekével ér véget az opera.

## Hangfelvételek
- Vénusz – Lorma Windsor, Ascanio – Michael Cahnce, Silvia – Jill Feldmann, Aceste – Howard Milner, Fauno – Rosa Mannion. Közreműködik: a budapesti Concerto Armonico zenekar és a Choeur de l’Université de Paris-Sorbonne, vezényel: Jacques Grimbert. A felvétel helye és ideje: Budapest, Olasz Intézet, 1990. A kiadás éve: 1990, Naxos, 8.660040-1 2 CD DDD Stereo.

- Vénusz – Lilana Sukis, Ascanio – Agnes Baltsa, Silvia – Edith Mathis, Aceste – Peter Schreier, Fauno – Arleen Augér. Közreműködik: a salzburgi Mozarteum zenekara a Salzburgi Kamarakórus. vezényel: Leopold Hager. A felvétel helye és ideje: 1976. Bécs, Osztrák Rádió. Kiadás: 1991. Philips, 422 530-2 3 CD ADD Stereo.